# Schwarzach im Pongau
Schwarzach im Pongau osztrák mezőváros Salzburg tartomány Sankt Johann im Pongau-i járásában. 2018 januárjában 3515 lakosa volt. 

## Elhelyezkedése

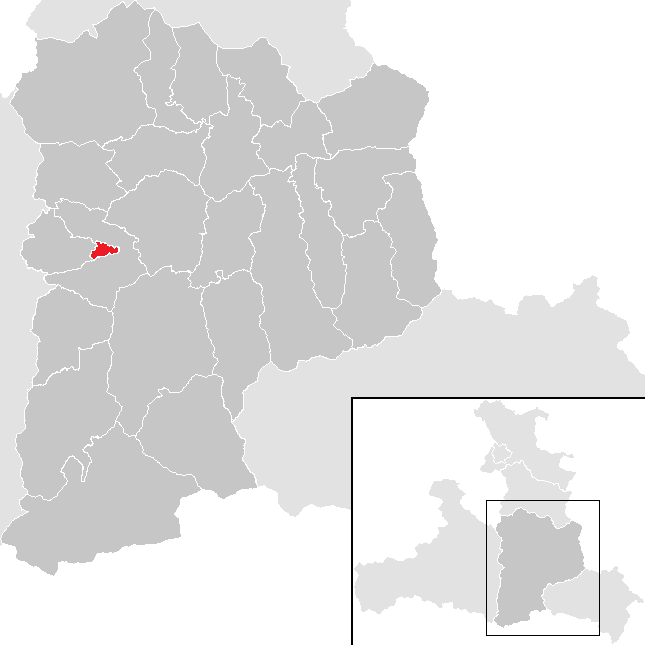
Schwarzach im Pongau a St. Johann im Pongau-i járásban

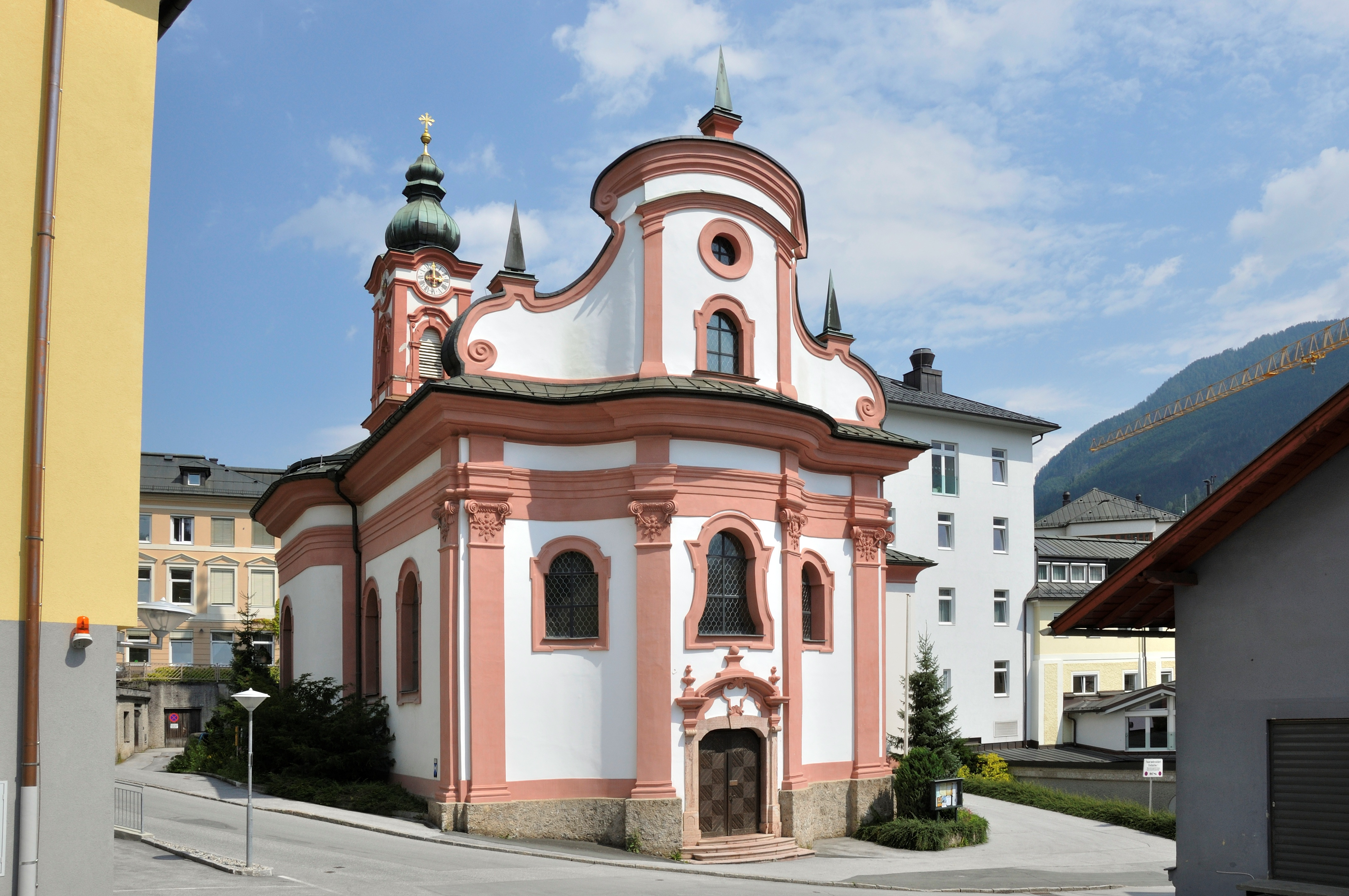
A Szeplőtelen fogantatás-plébániatemplom

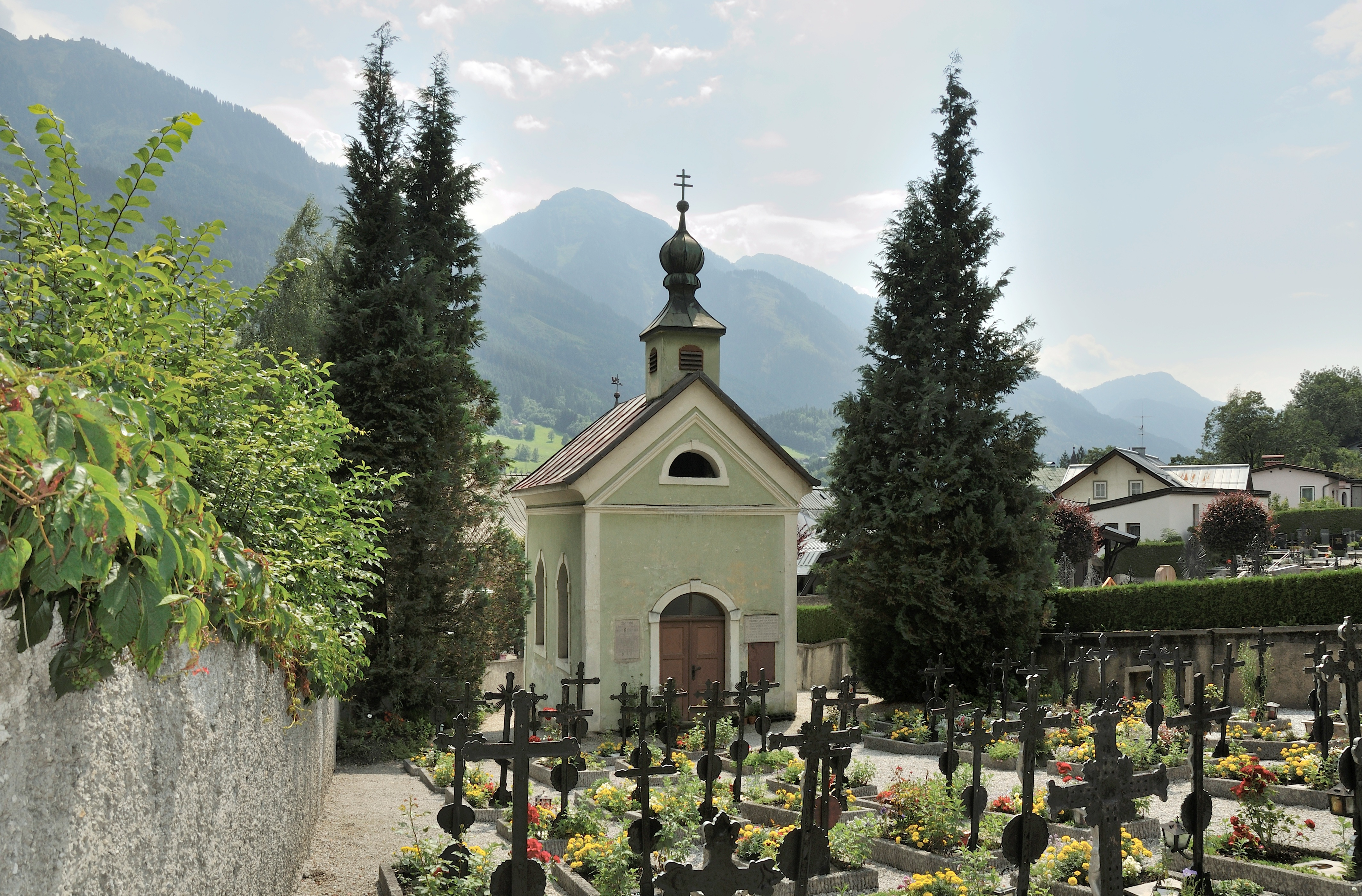
A temetői kápolna

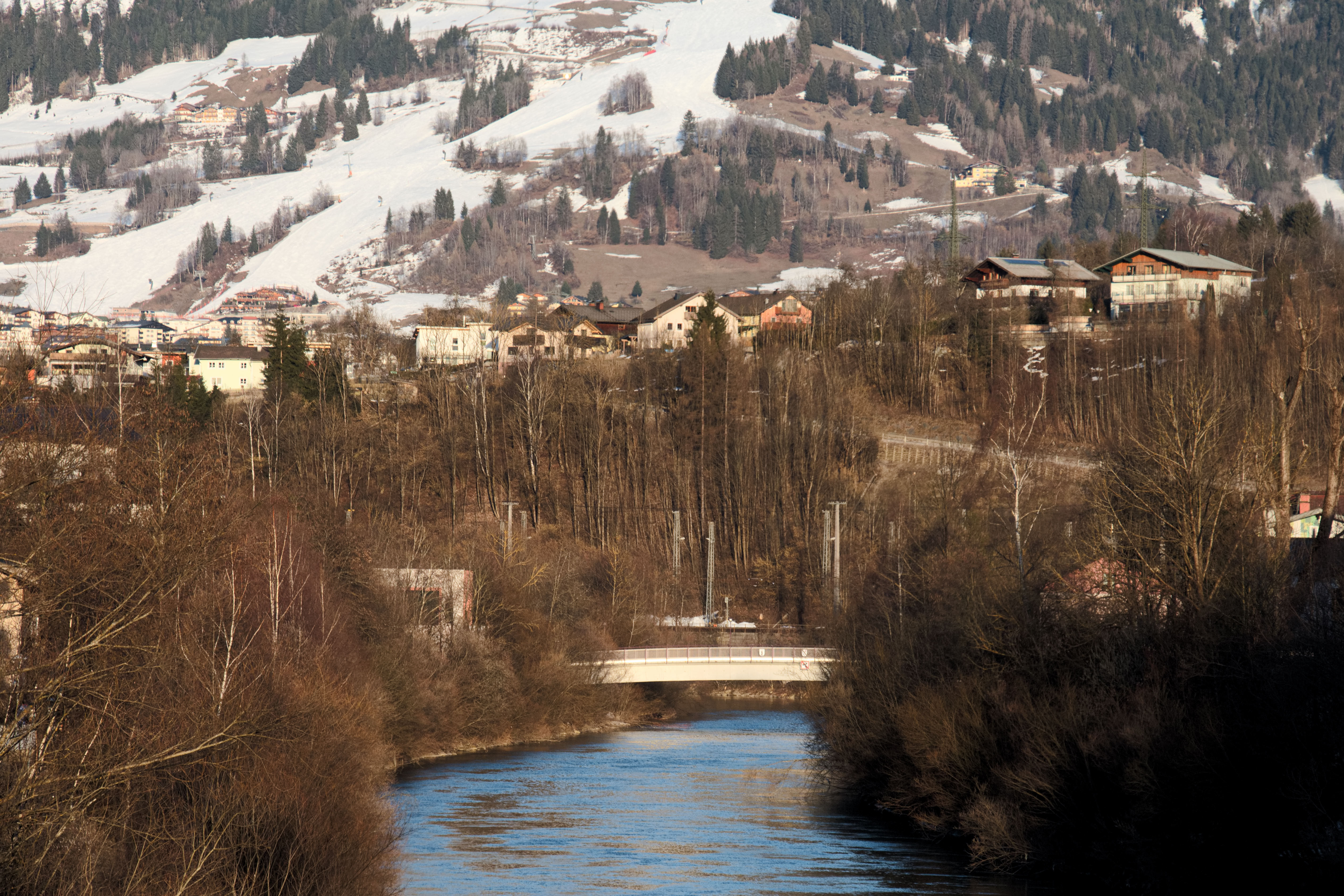
A Salzach Schwarzachnál

Schwarzach im Pongau Salzburg tartomány Pongau régiójában fekszik a Salzach folyó bal partján, kb 50 km-re délre Salzburgtól. Legmagasabb pontja 760 méterrel, a legalacsonyabb 590 méterrel haladja meg a tengerszintet.
A környező önkormányzatok: északkeletre Sankt Veit im Pongau, nyugatra Goldegg.

## Története
A Salzach-völgy déli oldalán a Brandstättenbühel dombon a régészek történelem előtti települést tártak fel, amelyet a bronzkori urnamezős kultúra, majd némi kihagyás után a vaskori La Tène-kultúra népei laktak. Rézbányászat jeleit is találták. A települést i.e. 100 körül elhagyták vagy elpusztult.
Schwarzachot 1074-ben említik először az admonti kolostor egyik adománylevelében. A 14. század elején megépült Schernberg vára, amelyet 1542-ben kastéllyá alakítottak át, a 19. században pedig részlegesen átépítettek. A birtokos Schernberg-családot először 1193-ban említik, de a 14. században kihaltak. Az épületet 1845-ben Schwarzenberg bíboros vásárolta meg, aki kórházat rendezett be benne.
1731-ben Firmian salzburgi érsek kiűzte a protestánsokat az érsekség területéről. A protestáns lakosság képviselői Schwarzachban gyűltek össze és megesküdtek (ujjukat az asztalon lévő sós bödönbe dugva és aztán lenyalva; az ún "sónyaló asztal" ma is megtekinthető a városházán), hogy nem engedelmeskednek a parancsnak. A következő évben a katonai erőnek engedve mégis távoztak, többnyire Kelet-Poroszországba. Az érsek a vallási egység biztosítására katolikus missziós házat építtetett.
Az ausztriai települési önkormányzatok 1850-es megalakulásakor St. Veithez tartozott, amelytől 1906-ban vált függetlenné. 1908-ban mezővárosi rangot kapott. A következő évben készült el a Magas-Tauern hegységen áthaladó Tauernbahn vasútvonala, amelynek Schwarzach az északi végpontja.

## Lakosság
A Schwarzach im Pongau-i önkormányzat területén 2017 januárjában 3515 fő élt. A lakosságszám 1971-ben érte el a csúcspontját 3788 fővel, azóta 3500 körül stabilizálódott. 2016-ban a helybeliek 82,4%-a volt osztrák állampolgár; a külföldiek közül 2,1% a régi (2004 előtti), 3,5% az új EU-tagállamokból érkezett. 9,9% a volt Jugoszlávia (Szlovénia és Horvátország nélkül) vagy Törökország, 2% egyéb országok polgára. 2001-ben a lakosok 76,7%-a római katolikusnak, 2,1% evangélikusnak, 1,1% ortodoxnak, 9,8% mohamedánnak, 8,3% pedig felekezet nélkülinek vallotta magát. Ugyanekkor 7 magyar élt a mezővárosban; a legnagyobb nemzetiségi csoportokat a németek (82,2%) mellett a törökök (4,9%), horvátok (3,8%), szerbek (2%) és bosnyákok (1%) alkották.
A lakosság számának változása:

| 2016 | 3 503 |
| 2018 | 3 515 |

## Látnivalók
- a Schernberg-kastély
- a Szeplőtelen fogantatás-plébániatemplom (volt ispotályos templom)
- a temetői kápolna
- a Tauernbahn-múzeum

## Híres schwarzachiak
- Bernhard Gruber (1982-) olimpiai aranyérmes északi összetett síző
- Michael Gruber (1979-) olimpiai aranyérmes északi összetett síző
- Andrea Fischbacher (1985-) olimpiai aranyérmes alpesi síző
- Michaela Kirchgasser (1985) olimpiai ezüstérmes alpesi síző
- Stefan Kraft (1993-) világbajnok síugró, világrekorder

## Fordítás
- Ez a szócikk részben vagy egészben  a   Schwarzach im Pongau című német Wikipédia-szócikk ezen változatának fordításán alapul.  Az eredeti cikk szerkesztőit annak laptörténete sorolja fel. Ez a jelzés csupán a megfogalmazás eredetét és a szerzői jogokat jelzi, nem szolgál a cikkben szereplő információk forrásmegjelöléseként.